# Католицизм на Ямайке
Католицизм на Ямайке. Католическая церковь Ямайки является частью всемирной Католической церкви. Численность католиков на Ямайке составляет около 116 тысяч человек (4,3 % от общей численности населения) по данным Католической энциклопедии.

## История
Ямайка была открыта европейцами в 1494 году в ходе второй экспедиции Колумба, первая месса на острове была совершена капелланом Колумба мерседарием П. Буэно. Начало католической миссии на Ямайке заложили испанские францисканцы и доминиканцы. В XVI—XVII веках остров был предметом спора Англии и Испании, в 1655 году англичане установили контроль над островом, впоследствии вице-губернатором Ямайки был известный пират Генри Морган. По Мадридскому договору 1670 года Испания признала власть Англии над Ямайкой. После перехода Ямайки под власть англичан католические миссии были ликвидированы, после принятия Акта о веротерпимости 1689 года, который действовал и в колониях и исключал католиков из легальной религиозной жизни, никакой католической деятельности на Ямайке не велось до 1792 года.
Ямайка постепенно превратилась в крупнейший в Латинской Америке центр работорговли, всего на остров было завезено около 700 тысяч африканских рабов, которые полностью ассимилировали местное население. Рабство на Ямайке было отменено лишь в середине XIX века.
Деятельность Католической церкви на острове возобновилась в 1792 году после того, как антикатолическая политика была смягчена. Священник А. Куингли стал первым католическим священником на Ямайке после испанского периода, однако ему было разрешено опекать лишь иностранных купцов-католиков. В 1818 году папа Григорий XVI учредил апостольский викариат Британской Антилии, в состав которого вошла Ямайка, а в 1837 году был учреждён апостольский викариат Ямайки.
Миссию на Ямайке в XIX веке в основном вели иезуиты, в 1851 году они открыли на острове коллегию, с 1855 года представители ордена возглавляли викариат.
29 февраля 1956 года была учреждена епархия Кингстона. В 1962 году Ямайка провозгласила независимость. В 1967 году была основана епархия Монтего-Бея, а епархия Кингстона получила статус архиепархии-метрополии, в 1997 году образована епархия Мандевилля.
В 1980 году открыта апостольская нунциатура на Ямайке. В августе 1993 года остров посетил с визитом папа Иоанн Павел II.

## Современное состояние
Католики составляют около 4 % населения страны, сильно уступая доминирующим протестантам. В стране служат 93 священника, действуют 64 прихода.